# Republika Ezo
Republika Ezo (jap. 蝦夷共和国 Ezo Kyōwakoku) – krótkotrwałe (styczeń–czerwiec 1869) państwo separatystyczne, proklamowane na wyspie Hokkaido w Japonii przez zwolenników rodu Tokugawa.

## Tło
Część zwolenników utrzymania władzy siogunatu rodu Tokugawa po porażce w wojnie boshin w okresie restauracji Meiji, pod dowództwem Takeakiego Enomoto zbiegła na ośmiu statkach na wyspę Ezo (dziś Hokkaido). Na pokładach znajdowało się kilka tysięcy żołnierzy oraz francuscy doradcy wojskowi (wśród nich Jules Brunet). Enomoto złożył ostatnią petycję do cesarskiego dworu, domagając się możliwości kultywowania tradycji samurajskich na Hokkaido bez ingerencji, jednak prośba została odrzucona.

## Założenie republiki

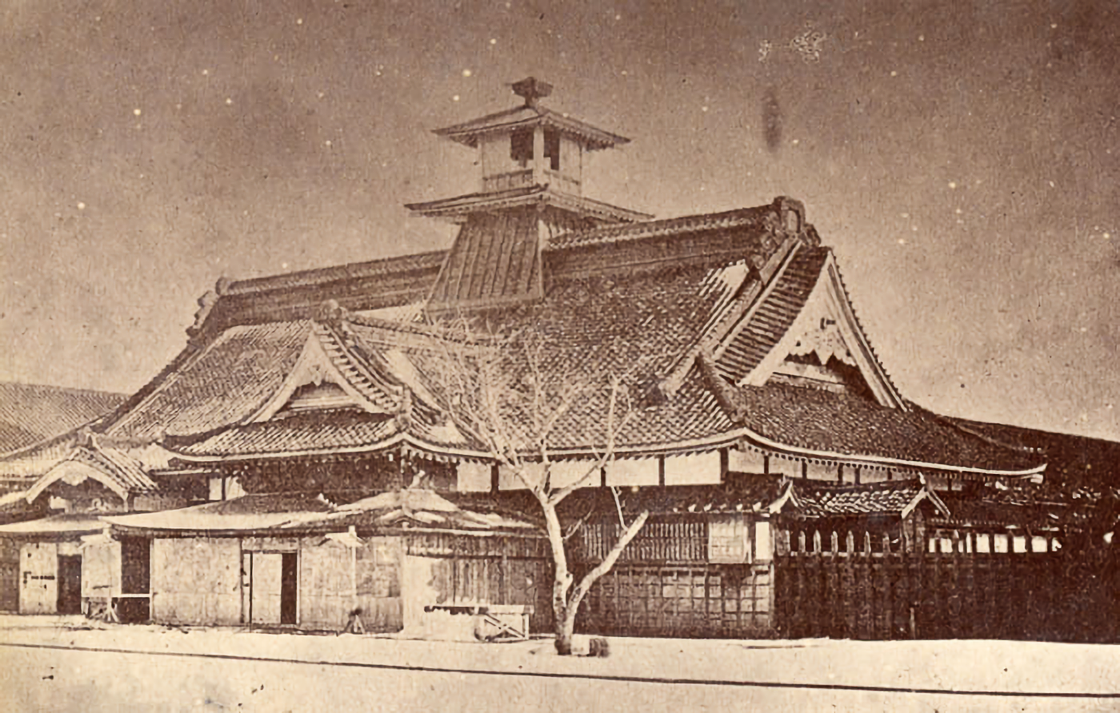
Budynek rządu republiki Ezo wewnątrz fortecy Goryōkaku

Panorama Goryōkaku obecnie

27 stycznia 1869 roku proklamowano niepodległą republikę Ezo, której polityczna organizacja bazowała na Stanach Zjednoczonych – pierwszym (i jedynym) prezydentem (総裁, sōsai) wybrany został Enomoto. Była to pierwsza elekcja w Japonii, w której struktura feudalna kierowana przez wojskowych była normą. Nowe państwo starało się uzyskać uznanie obcych mocarstw – warunkowe uznanie wyraziły Francja oraz Wielka Brytania.
Republika posiadała własną flagę – złocistą chryzantemę (herb cesarski) z nałożoną na nią czerwoną, siedmioramienną gwiazdą (symbol nowej republiki), na ciemnoniebieskim tle. Skarb państwa liczył 180 000 złotych ryō zabranych przez Enomoto z zamku w Osace po wieńczącej bitwę pod Toba-Fushimi ucieczce Yoshinobu Tokugawy na początku 1868 roku.
Podczas zimy 1868/1869 ufortyfikowany został południowy półwysep w pobliżu Hakodate, w centrum którego stała forteca Goryōkaku. Wojska zorganizowano pod francusko-japońskim dowództwem – głównodowodzący Keisuke Ōtori miał bezpośrednio pod sobą kapitana Jules'a Bruneta – i podzielono na cztery brygady. Każda z nich była dowodzona przez francuskiego podoficera (Fortanta, Marlina, Cazeneuve'a, Bouffiera) i dzieliła się dalej na półbrygady dowodzone przez Japończyków.
Brunet zażądał (i otrzymał) pisemnych przysiąg lojalności od oficerów oraz nalegał na wdrażanie francuskich rozwiązań. Anonimowy francuski oficer pisał, iż Brunet stanął na czele wszelkich zadań:

[...] cła, magistrat, fortyfikacje, armia; wszystko przechodziło przez jego ręce. Prości Japończycy są kukiełkami, którymi on manipuluje z wielką wprawą... przeprowadził prawdziwą francuską rewolucję z 1789 roku we wspaniałej, nowej Japonii; wybory przywódców oraz rozróżnienie rang na podstawie zasług, nie urodzenia – oto nowe, wspaniałe zdobycze tego kraju, zaś on wdrożył je bardzo dobrze, zważywszy na powagę sytuacji[...] 

## Porażka z rąk sił cesarskich
Siły cesarskie niebawem skonsolidowały władzę nad głównymi wyspami Japonii i w kwietniu 1869 roku wysłały flotę oraz 7000 piechoty na Hokkaido. Odniosły zwycięstwo w bitwie o Hakodate i fortecę Goryōkaku. Enomoto poddał się 26 czerwca, oddając dzień później zarząd nad Goryōkaku Kiyotace Kurodzie, oficerowi z Satsumy. Kuroda miał być niezwykle poruszonym zaangażowaniem Enomoto i zdecydował się oszczędzić jego życie. 20 września wyspie nadano nazwę Hokkaidō (jap. 北海道 Dystrykt Północnego Morza). Był to ostatni akt wojny boshin.

## Analiza

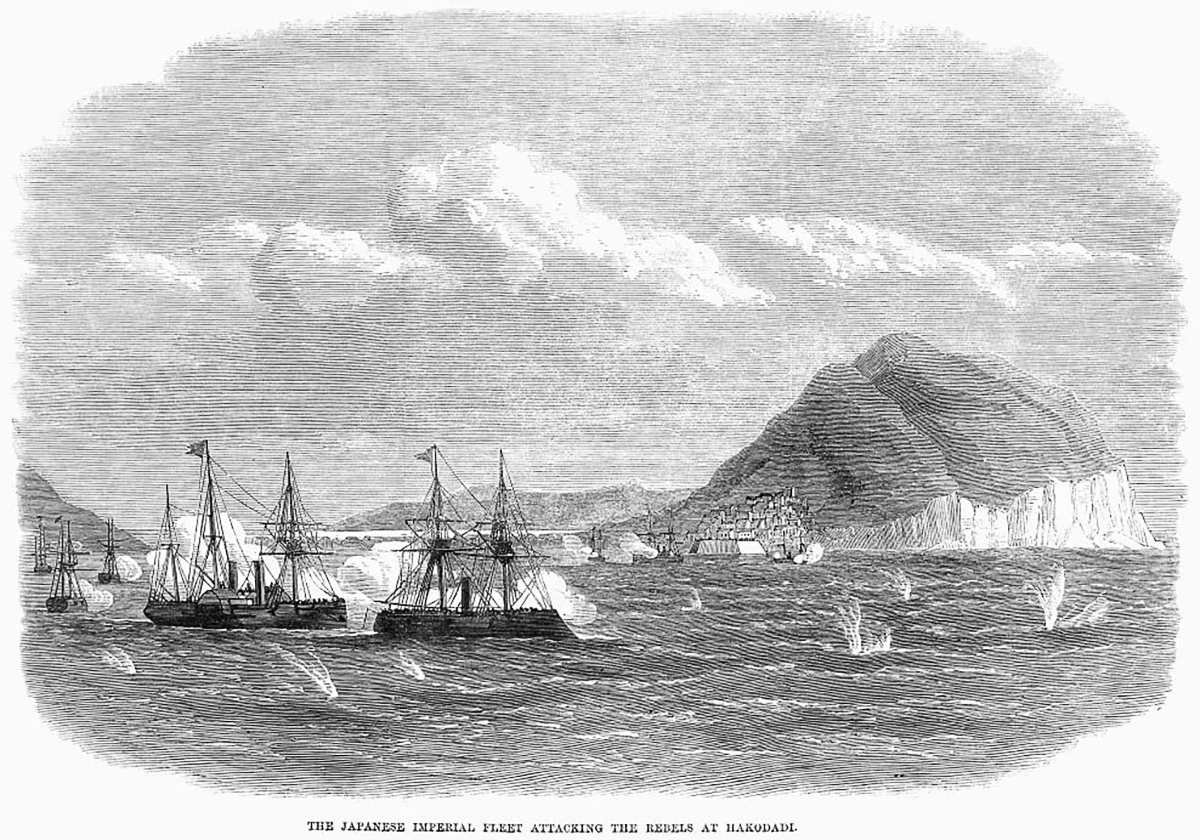
Bitwa morska w zatoce Hakodate, maj 1869; z przodu "Kasuga" oraz "Kōtetsu" pod banderą cesarskiej marynarki wojennej

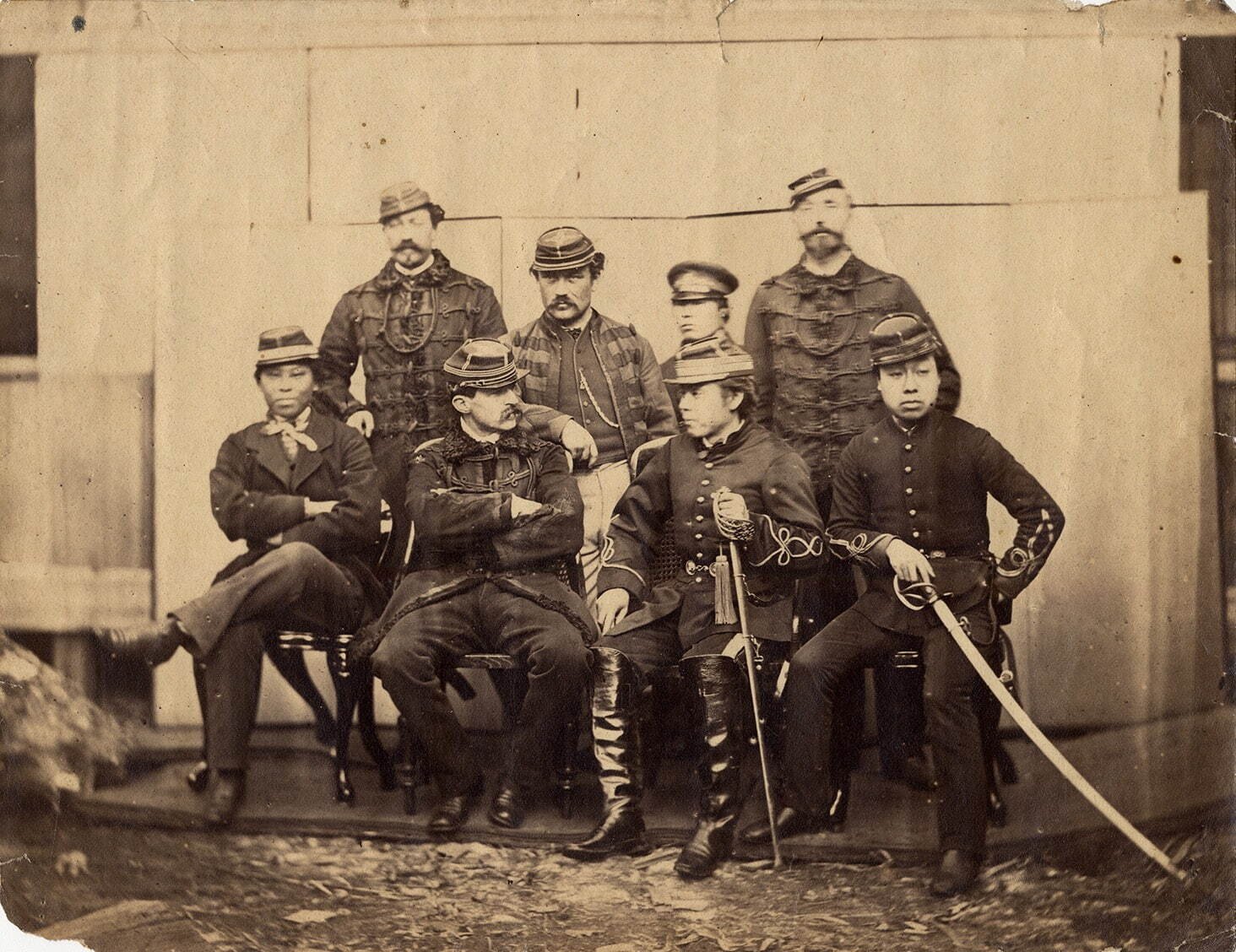
Francuscy doradcy wojskowi oraz ich japońscy sojusznicy. Przedni rząd: drugi od lewej Jules Brunet, obok Tarō Matsudaira, wiceprezydent republiki

Choć późniejsze teksty historyczne odwołują się do maja 1869 roku jako momentu, kiedy Enomoto zaakceptował rządy cesarza Mutsuhito, cesarska władza nigdy nie była kwestionowana przez republikę, jak to zostało wyjaśnione w wiadomości przekazanej przez prezydenta Enomoto Wielkiej Radzie Stanu (Dajōkan, 太政官), po jego przybyciu do Hakodate:

Farmerzy i kupcy żyją niekłopotani, bez strachu, popierając nas; dzięki temu od razu udało nam się rozpocząć zasiewanie ziemi. Modlimy się, aby ta część cesarstwa została nadana naszemu panu, Kamenosuke Tokugawie (Iesato Tokugawa, 1863–1940) i w takim wypadku odpłacimy waszej dobroczynności poprzez wierną opiekę nad północną bramą.

Zatem z perspektywy Enomoto starania o ustanowienie rządu na Hokkaido były podjęte nie tylko dla rodu Tokugawów (obciążonego niezliczoną ilością bezrobotnych popleczników i pracowników), lecz również celem zapewnienia ochrony reszcie kraju. Współcześni uczeni zauważają, że Ezo nie było uważane za część Japonii na równi z "głównymi" wyspami, zatem utworzenie republiki, z ówczesnego punktu widzenia, nie było aktem secesji, a raczej "wprowadzenia" na Ezo polityczno-społecznego bytu jakim była Japonia.
Enomoto został skazany na krótkotrwałe więzienie i uwolniony w 1872 roku – przyjął stanowisko rządowego przedstawiciela w Agencji Ziemskiej Hokkaido. Później posłował do Rosji i piastował także kilka funkcji ministerialnych w rządzie Meiji.

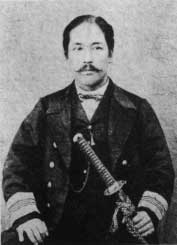
Takeaki Enomoto, prezydent
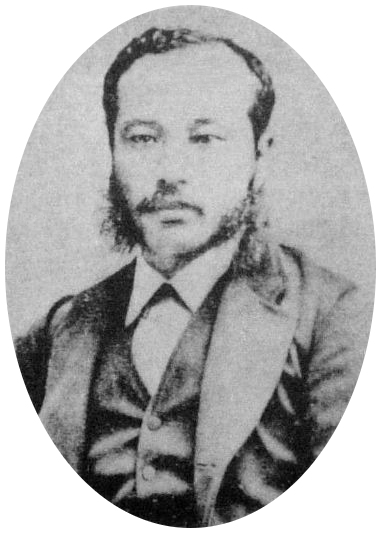
Keisuke Ōtori, głównodowodzący
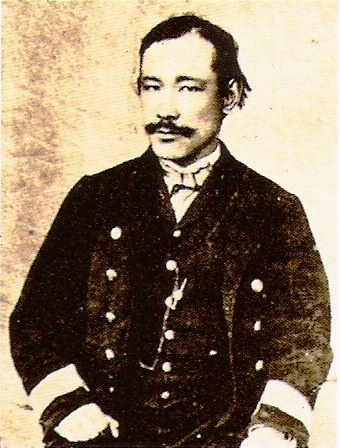
Ikunosuke Arai, dowódca marynarki wojennej
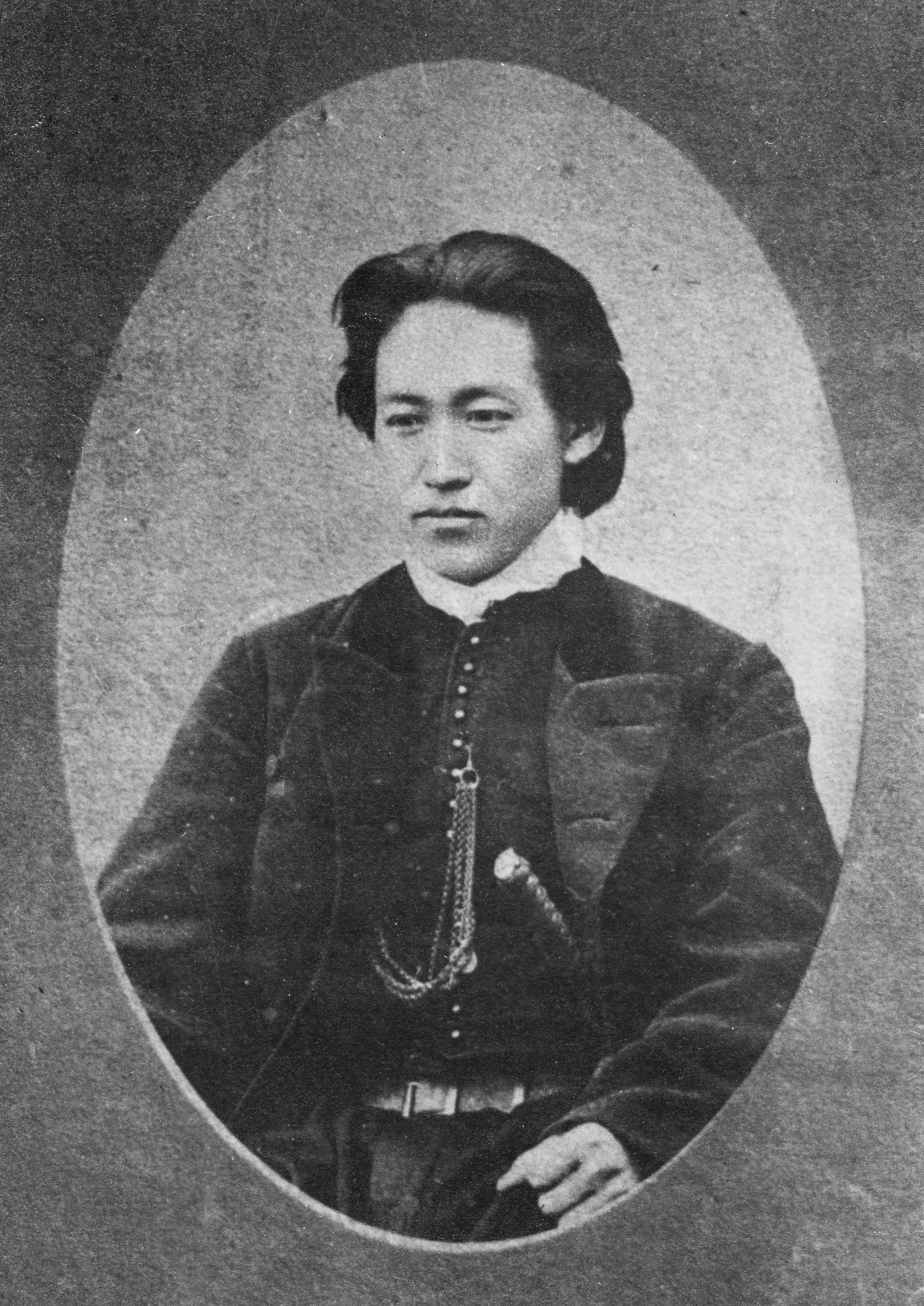
Toshizō Hijikata, dowódca Shinsengumi